# Robby Langers
Robert „Robby” Langers (Luxembourg, 1960. augusztus 1. –) luxemburgi labdarúgócsatár.